# بني شيبان (نهم)

تعديل مصدري - تعديل

بني شيبان هي إحدى قرى عزلة عيال منصور بمديرية نهم التابعة لمحافظة صنعاء، بلغ تعداد سكانها 54 نسمة حسب تعداد اليمن لعام 2004.